# Roik
Roik war ein ostindisches Gewichtsmaß und galt für Getreide und besonders für Reis in Bengalen. Dieses Maß entsprach einer Almane, welche jedoch für Safran verwendet wurde.
- 1 Roik = 4 Kunkes = 20 Chattaks = 1126 ⅔ Gramm
- 4 Roiks = 1 Pallie
- 32 Roiks = 1 Maon
- 80 Roiks = 1 Soallie
- 1280 Roiks = 1 Kahun